# RTCM SC-104
RTCM SC 104 — формат передачи корректирующей информации спутниковой системы навигации (ГНСС, англ. Global Navigation Satellite System, GNSS). Был разработан специальным комитетом Радиотехнической комиссии по морским сервисам США (англ. Radio Technical Commission for Maritime Services). Формат является полностью открытым и состоит из множества сообщений, позволяющих передавать информацию как по существующим, так и развёртываемым спутниковым системам. За время своего существования формат несколько раз обновлялся и дополнялся.

## Версии
| Версия           | Содержание                                                  | Комментарии |
| ---------------- | ----------------------------------------------------------- | --- |
| V 2.0            | Differential GPS                                            | GPS L1/L2 |
| V 2.1            | Single Base DGPS/RTK-GPS                                    | + CMR сообщения (однобазовый DGPS и RTKGPS)                                                                                 |
| V 2.2            | GPS/ГЛОНАСС                                                 | + ГЛОНАСС + OSR сообщения                                                                                                   |
| V 2.3 (10402.3.) | GPS L1, L2 частоты, ГЛОНАСС L1 и L2 - частоты, DGPS/RTK-GPS | + параметры базовой антенны                                                                                                 |
| V 3.0            | GPS L1, L2 и L5 - частоты, ГЛОНАСС L1 и L2 - частоты, RTK   | + Параметры базового приёмника, + L2C                                                                                       |
| V 3.1            | GPS L1, L2 и L5 - частоты, ГЛОНАСС L1 и L2 - частоты, RTK;  | + Network RTK (сетевые) GPS/ГЛОНАСС поправки (Координаты базы (Методы VRS, FRP и MAC)), + SSR[1] сообщение (Информация ЭВИ) |
| V 3.2            | GPS, ГЛОНАСС, BDS, Galileo, RTK, DGPS, QZSS                 | + MSM (Сообщения Множественных Сигналов)                                                                                    |
| V 3.3 (10403.3)  | GPS, ГЛОНАСС, BDS, Galileo, RTK, DGPS, QZSS                 | + ЭВИ по BeiDou (BDS) и Galileo и QZSS                                                                                      |
| V 10.1           |                                                             | Real-Time PPP передача дифференциальных поправок ГНСС через Интернет по протоколу NTRIP                                     |

Примечания к таблице:
1 SRR — этот пакет включает в себя:
```
- Orbit Correction (поправки к орбитам спутников);  
- Satellite Code Bias (оценка систематической ошибки кодового сигнала);
- User Range Accuracy (значение точности измерения расстояния от спутника до пользователя);  
- High Rate Clock Correction (коррекции для высокочастотных часов). 
```

- RTCM V1 — оригинальный работа SC-104 была опубликована в качестве предварительного стандарта в 1985 году, но так и не получила широкого распространения. На смену ей пришла очень похожая Версия 2 (RTCM v2).

- RTCM v2 — Версия 1 имела проблемы и была заменена версией 2.0.
  - в версии 2.1 добавлена поддержка RTK.
  - в версии 2.2 добавлена поддержка ГЛОНАСС
  - в версии 2.3 добавлены некоторые сообщения, чтобы повысить точность в режиме RTK. Это открытый стандарт, используемый многими производителями, но поскольку он старый, он используется только на устаревшем оборудовании, которое не может использовать версию 3.

- RTCM v3 — новый формат данных от RTCM, который обеспечивает лучшее сжатие данных и целостность сообщений, чем версия 2.Х.
  - в версии 3.1 добавлена поддержка сетевого RTK через Мастер-вспомогательную концепцию. Всё ещё открытый стандарт, этот формат используется большинством современных приёмников.[1].

- RTCM v10 — представляет собой позиционирование высокой точности в реальном времени посредством NTRIP[англ.] (англ. Networked Transport of RTCM via Internet Protocol) — протокола для потоковой передачи дифференциальных поправок ГНСС через Интернет для позиционирования в реальном времени[2], в соответствии со спецификацией, опубликованной RTCM. NTRIP — это общий протокол без сохранения состояния, основанный на протоколе передачи гипертекста HTTP/1.1 и улучшенный для потоков данных ГНСС (GNSS).

## Конфигурации сообщений
Форматы RTCM традиционно подразделяются на три категории: Compact Measurement Record (CMR), Observation State Representation (OSR) и State Space Representation (SSR). Эти группы используют различные методы, механизмы доставки и основные технологии для решения одной и той же проблемы.
Compact Measurement Record (CMR) в переводе с англ. — «Компактная запись измерений» — оригинальный формат компании Trimble был разработан в 1992 году. Формат был разработан как метод передачи данных кодовой и несущей фазовой коррекции в компактном формате от базовых станций GPS к GPS-роверам для съёмки RTK GPS. Доктор Ник Талбот из Trimble публично представил формат CMR на конференции Института навигации (ION) 1996 года. Первоначально это был проприетарный формат, но другие производители приёмников выяснили, как его разобрать, и Trimble в конечном итоге опубликовал свои спецификации, чтобы все могли его использовать. Открыт и используется в большинстве приёмников, достаточно старый формат, он содержит информацию только от спутников GPS L1/L2
Применение: Single Base RTK
До версии 2.1 использовался иной формат, после выхода версии 2.1 используется формат Компактной записи измерений (СМR) более ранние версии считаются устаревшими.
Observation State Representation (OSR) в переводе с англ. — «представление в пространстве наблюдения» считается относительно устаревшим, поскольку основные методы сосредоточены на передаче скорректированных наблюдений GNSS от ближайшей опорной станции (базы) к роверу.
OSR, как правило, использует стандартный формат rtcm, ориентированные на один географический регион (то есть страну или государство) и на существующие рынки с низким объёмом и высокой точностью (такие как геодезия, сельское хозяйство, управление машинами). OSR обеспечивают точность сантиметрового уровня при условии, что ровер находится в пределах приблизительно 30 километров от ближайшей опорной станции (базы), они требуют двусторонней связи с высокой пропускной способностью, что затрудняет их масштабное использование для обслуживания приложений массового рынка
Применение: Single Base RTK, Network RTK
До версии 3.1 использовался формат представления пространства наблюдения (OSR), после выхода версии 3.1 используется формат представление пространства состояния (SSR), более ранние версии считаются устаревшими.
State Space Representation (SSR) в переводе с англ. — «представление пространства состояния» это последнее поколение служб коррекции GNSS, предоставляемых новыми участниками и более крупными поставщиками устаревших услуг.
Метод SSR основан на сосредоточении и использовании сети опорных станций для моделирования ключевых ошибок над большими географическими регионами и передачи их на ровер. Ровер использует поступающие данные для создания локальной модели ошибок GNSS, которую он применяет непосредственно к наблюдениям GNSS. Производительность служб SSR зависит от того, какие ошибки передаются на ровер. Кроме того, широковещательный характер поправок SSR позволяет службам точного позиционирования более легко распространять поправки по IP или L‑полосным каналам спутниковой связи. Службы SSR способны обеспечить точность позиционирования на сантиметровом уровне в больших географических районах и хорошо подходят для приложений массового рынка.
Применение: PPP, PPP-RTK
Multiple Signal Messages (MSM) в переводе с англ. — «Сообщения Множественных Сигналов» — формат сообщения, позволяющий приёмнику использовать все спутниковые системы (GPS, ГЛОНАСС, BeiDou, Galileo и QZSS). Сообщения включают компактные и полные сообщения для псевдодальностей, фазовых измерений, отношение несущей (сигнала) к шуму (стандартное и высокое разрешение), частота фазовых измерений. Версия 3 первоначально состояла из сообщений для GPS и ГЛОНАСС в их собственном формате. Совместимый (согласованный) универсальный формат с использованием «новых» сигналов у модернизированных спутников GPS и ГЛОНАСС, а также систем BeiDou, Galileo и QZSS.
Применение: Multisystem-RTK
Впервые представлен в версии 3.2.

## Структура
Формат RTCM SC-104 предусматривает использование 30-битовых слов; из них 24 бита являются информационными, следующие за ними 6 бит — контрольные. Каждое сообщение имеет заголовок из двух слов, следующие за ним слова передаваемых данных специфичны для каждого конкретного типа сообщения. Поправки и не оперативная вспомогательная информация передаются в качестве непрерывного потока сообщений, состоящих из отдельных информационных кадров. Одно сообщение включает (N+2) слова. Сообщения с данными ГЛОНАСС сгруппированы в блок из 7 типов